# Зиферт, Ханс-Хайнрих
Ханс-Хайнрих Зиферт (нем. Hans-Heinrich Sievert; 1 декабря 1909, Gut Grittern, Пруссия — 5 апреля 1963, Ойтин, Шлезвиг-Гольштейн) — немецкий легкоатлет, выступавший в толкании ядра, метании диска и многоборьях. Представлял сборную Германии по лёгкой атлетике в 1930-х годах, чемпион Европы, многократный победитель первенств национального значения, участник двух летних Олимпийских игр.

## Биография
Ханс-Хайнрих Зиферт родился 1 декабря 1909 года в поселении Гриттерн недалеко от Хюккельхофена.
Занимался лёгкой атлетикой в Гамбурге, состоял в местном спортивном клубе «Аймсбюттелер».
В начале 1930-х годов вошёл в число сильнейших немецких легкоатлетов, неоднократно выигрывал чемпионат Германии в различных легкоатлетических дисциплинах: дважды в толкании ядра (1930, 1933), дважды в метании диска (1933, 1934), четыре раза в десятиборье (1931, 1933, 1934, 1938), один раз в пятиборье (1938). В июле 1934 года на соревнованиях в Гамбурге установил мировой рекорд в десятиборье, набрав в сумме всех дисциплин 8790,46 очка (7147 очков в соответствии с современным методом подсчёта).
Будучи студентом, трижды участвовал в Международных университетских играх: в 1930 году в Дармштадте стал серебряным призёром в толкании ядра, в 1933 году в Турине одержал победу в пятиборье, в 1935 году в Будапеште был лучшим в метании диска.
Благодаря череде удачных выступлений удостоился права защищать честь страны на летних Олимпийских играх 1932 года в Лос-Анджелесе: занял шестое место в толкании ядра, одиннадцатое место в метании диска и пятое место в десятиборье.
В 1934 году в составе немецкой национальной сборной выступил на впервые проводившемся чемпионате Европы по лёгкой атлетике в Турине, где превзошёл всех своих соперников в десятиборье и завоевал золотую медаль.
Когда к власти в стране пришли нацисты, Зиферт рассматривался в свете установившейся идеологии как образцовый представитель высшей арийской расы, в частности на него возлагались большие надежды на домашних Олимпийских играх 1936 года в Берлине. Тем не менее, на Играх он показал лишь десятый результат в толкании ядра, тогда как от выступления в десятиборье вынужден был отказаться из-за травмы — в итоге олимпийским чемпионом стал американец Гленн Моррис, превзошедший здесь мировой рекорд Зиферта.
После получения травмы Зиферту рекомендовали уйти из спорта, однако он вернулся и в 1938 году одержал ещё несколько побед на национальном уровне. В том же году окончил юридический факультет Гамбургского университета и пошёл работать по специальности в юридической сфере, занимал должность судьи. В 1939 году женился на многоборке Рут Хагеман, у них родились две дочери Гизела и Норгард, которые пошли по стопам родителей, тоже став легкоатлетками.
Во время Второй мировой войны Зиферт являлся офицером вермахта. В 1944 году в Венгрии подорвался на мине, в результате чего ему ампутировали левую ногу.
По окончании войны занимался административной деятельностью, проявил себя как спортивный чиновник. Занимал должность председателя Гамбургской атлетической ассоциации, в 1953—1958 годах находился на посту советника по спорту и физическому воспитанию в Федеральном министерстве внутренних дел. Из-за проблем с сердцем в конце 1950-х годов отошёл от административной работы и переехал на постоянное жительство в поместье своего отца в Ойтине.
Умер 5 апреля 1963 года в Ойтине в возрасте 53 лет.
В 1971 году Ассоциация олимпийцев Германии учредила Награду имени доктора Ханса-Хайнриха Зиферта за особые достижения в спорте и волонтёрскую работу.